# 太陽工業
太陽工業株式会社（たいようこうぎょう、英: Taiyo Kogyo Corporation）は、大阪府大阪市淀川区に本店を置く、大型膜面構造物（テント構造物）のメーカーである。

## 概要
東京ドーム（設計：日建設計・竹中工務店/施工：竹中工務店）の屋根や、埼玉スタジアム2002（設計：梓設計/施工：鹿島建設）のスタンド屋根など（ともにガラス繊維四フッ化エチレン樹脂コーティング膜：通称「テフロン膜」）、大型膜面構造物では多くのシェアを誇り、各種ドームから産業用のテント倉庫まで幅広い用途に対応している。
また、ほかにも、物流用の輸送容器（フレキシブルコンテナーバック）をはじめ、廃棄物最終処分場に埋設される遮水シートや、港湾工事で海面の汚染を防止する汚濁防止膜などの環境保全分野などにも展開し、「膜面技術」を活かしたさまざまな製品を手掛けている。
また太陽光発電システムの開発・販売にも力をいれており、中でも「太陽スカイライトソーラー」はガラスのように光と視界が得られながら発電もする製品として知られている。

## 沿革
- 1922年（大正11年）- 能村テント商会として能村金茂が創業、その後企業整備法により廃業。
- 1946年（昭和21年）- 能村金茂の息子、龍太郎が能村縫工所として父の事業を再建。
- 1947年（昭和22年）- 太陽工業株式会社を設立。
- 1955年（昭和30年）- 太陽テント株式会社を設立。
- 1964年（昭和39年）- 太陽工業・東京太陽・太陽化学の3社が合併、新太陽工業を設立。
- 1967年（昭和42年）- 米国駐在員事務所をニューヨークに設立。
- 1970年（昭和45年）- 大阪万博開催。
- 1971年（昭和46年）- アメリカ ホルコム社の株式を取得、本格対米進出開始。
- 1992年（平成4年）- 財団法人能村膜構造技術振興財団を設立。アメリカ バードエアー社の株式を取得。
- 1997年（平成9年）- バードエアー社がドイツ大手のテントメーカー、ストロマイヤー・アンド・ワーグナー社の株式を取得。
- 1998年（平成10年）- 台湾、台北にタイワン・タイヨウ・コウギョウ社を設立。
- 2000年（平成12年）- タイに太陽工業タイランド株式会社を設立。
- 2002年（平成14年）- 中国、上海に「上海太陽工業膜結構有限公司」設立。韓国に「TAIYO KOGYO KOREA CO., LTD」設立。
- 2003年（平成15年）- タイに「THAI TAIYO TENT CO.,LTD」設立。オーストラリアに「TAIYO MEMBRANE CORPORATION, INC」設立。
- 2004年（平成16年）- ドバイに「TAIYO MEMBRANE CORPORATION-MIDDLE EAST LLC.」設立。ドイツに「TAIYO EUROPE GmbH 」設立。
- 2005年（平成17年）- 北京に「BEIJING TAIYO KOGYO CO., LTD.」設立。シンガポールに「INTERNATIONAL TAIYO TRADING PTE. LTD.」設立。
- 2006年（平成18年）- アメリカに「MakMax HD, LLC」を設立。
- 2008年（平成20年）- 株式会社太陽エネシスを設立。
- 2010年（平成22年）- 同社製品「エアースタイル」が平成21年度省エネ大賞で（省エネルギーセンター会長賞）を受賞。
- 2010年（平成22年）- 社長・能村光太郎が代表取締役会長兼社長に就任。
- 2010年（平成22年）- 8月1日付けで、東京支店を東京本社に改称。
- 2013年（平成25年）- カンボジアに「TaiyoKogyo Cambodia Co.,Ltd.」を設立。
- 2013年（平成25年）- シンガポール支店を開設。
- 2013年（平成25年）- インドネシアに「PT.Taiyo Kogyo INDONESIAを設立。
- 2016年（平成28年）- 大阪本社に「MakMax FLEX EXPERIENCE CENTER」完成。
- 2017年（平成29年）- 能村光太郎が代表取締役会長に就任。取締役兼執行役員の荒木秀文が代表取締役社長に就任。
- 2022年（令和4年）- 荒木秀文解任。能村祐己が代表取締役社長に就任。

## 歴史

### 創業から終戦まで
1922年（大正11年）能村金茂（能村光太郎の祖父）が大阪市大正区にて「能村テント商会」として創業。新しい技術を積極的に導入した製品開発を進める。中でも1929年（昭和4年）にキャンピングテントとして開発された「モダンテント」は、空気で膨らませた自転車のチューブを支柱とし、それを綿布で覆う構造の商品で、今日の空気膜構造のエアービーム方式の原型でもある。しかしながら、第二次世界大戦の激化に伴う企業整備法の公布により1943年（昭和18年）に廃業を余儀なくされた。

### 事業を再建、太陽工業の誕生
敗戦後の1946年（昭和21年）、能村龍太郎（能村光太郎の父）が「能村縫工所」として足踏みミシン一台とハサミ一丁で事業を再建。ヤミ資源を運ぶリュックサックや船舶用シートを製造し、翌年、1947年（昭和22年）には株式会社に組織を変更、社名も現在の太陽工業株式会社となった。その年のうちに能村博正（能村龍太郎の実弟）も事業に参加し、室内装飾、劇場・映画館の幕やカーテンの製造施工へと事業を拡大させ、やがて新しい合成繊維の誕生に伴い大型テントの製造を目指すようになる。その先駆けが1956年（昭和31年）に設計、製造を行った木下サーカスの大テント（長さ：37.8m、幅：46.8m）で、その後も複数の大型テントを試行錯誤の末に完成させる。
また、ダイハツ工業のオート三輪ミゼットの幌などを製造する傍ら、1959年（昭和34年）の伊勢湾台風による大規模な堤防決壊時、その復旧のために太陽工業の粗朶枕床用ビニロンシートが大量に使用され、日本のジオテキスタイルの発展において先駆的な役割を果たした。

### 日本万国博覧会でテントの花を咲かせる
膜構造の研究会設立やテントの設計コンペを企画することで、技術やアイデアを蓄積、その結果1970年（昭和45年）、大阪にて開催された日本万国博覧会では、大空間構造の手段としてさまざまなテント構造物（膜構造建築物）が実現することとなった。世界初の低ライズによる巨大空気膜構造の「アメリカ館」や、直径4メートル、長さ60メートルのチューブ16本を連結して作った鞍型形状ドーム（エア・ビーム方式）の富士グループパビリオンなど、過去に類を見ないテント建築物が誕生、特に「アメリカ館」は後にアメリカでブームとなった巨大スタジアムの構造方式にも採用されている。
また、輸送におけるコンテナ化の動きを予見してフレキシブルコンテナバック「商品名：タイコン」や、海洋土木工事での汚濁拡散を防ぐ汚濁防止膜「商品名：シルトプロテクター」の開発・販売をスタートさせた。

### 膜構造建築物の恒久的な利用
昭和40年代中頃にはアメリカで新しい膜材料であるガラス＋PTFE（四フッ化エチレン樹脂）膜材料が開発され、恒久的な膜構造建築物が実現するも、日本国内は建築基準法の問題から仮設建築物での扱いが続く。そのため、テント業界全体を巻き込んだ研究が実施され、やがて恒久的な建築物としての法整備が進められる。
その結果、1987年（昭和62年）建築基準法第38条の規定により、特定膜構造建築物技術基準に基づく膜構造建築物が一般認定され、恒久的な建築物としての利用が日本でもスタートする。
また、同社で膜屋根部分の製造・施工を行なった東京ドーム（設計：日建設計・竹中工務店／施工：竹中工務店）が1988年（昭和63年）に完成、それ以降、1990年（平成2年）のあきたスカイドーム（設計、施工：鹿島建設）をはじめ、雪国における屋根付きグラウンドなどで膜構造が採用された。

### 海外事業展開を本格化
1992年（平成4年）アメリカ最大の膜構造メーカーバードエアー社を完全子会社化、また、日本のバブル崩壊以降、アジア、オセアニア、ヨーロッパへと拠点を広げた。特に中国では上海国際サーキット場のサブスタンドを皮切りに同国内での設計・製造・施工体制を確立する。
一方、日本国内においても2002年（平成14年）に開催された日韓共催のワールドカップサッカーでは埼玉スタジアム2002をはじめ5つのスタジアムでスタンド屋根を製造施工する。また、酸化チタン光触媒の技術をテント膜材に導入した。

## 関連会社

### 連結子会社
国内
- 株式会社太陽テント北陸
- 株式会社太陽テント関東
- 福井太陽株式会社
- 名阪鉄構株式会社
- 東日本コンテナーサービス株式会社
- 中日本コンテナーサービス株式会社
- 大阪コンテナーサービス株式会社
- 水島コンテナーサービス株式会社
- 北九州コンテナーサービス株式会社
- 太陽工業ジオテクノサービス株式会社
- 株式会社太陽エネシス
- 株式会社デポレント
- 道央建鉄株式会社
- 道央建機サービス株式会社

海外
- 上海太陽膜結構有限公司（中国）
- 上海太陽膜結構有限公司 松江工場（中国）
- Taiyo Kogyo (Thailand)Co.,Ltd. (タイ）
- Thai Taiyo Tent Co.,Ltd.(タイ)
- International Taiyo Trading PTE LTD（シンガポール）
- Taiyo Kogyo （Cambodia） Co.,LTD. （カンボジア）
- PT.Taiyo Kogyo Indonesia(インドネシア)
- Taiyo Middle East LLC（UAE）
- Taiyo Europe GmbH (ドイツ)
- Taiyo Membrane Corporation Pty Ltd (オーストラリア)
- MakMax Australia （オーストラリア）
- Birdair, Inc. (アメリカ)
- Birdair Mexico, S.A.De C.V. (メキシコ)
- MakMax HD,LLC (アメリカ)

### その他グループ会社
- TSP太陽グループ株式会社
- TSP太陽株式会社 - イベントの企画設計施工
- アクティオ株式会社 - 公共施設の管理・運営
- TSP東日本株式会社
- TSP西日本株式会社
- TSPプラス株式会社
- 株式会社プランニングオフィスキュー
- 株式会社シー・アール
- 公益財団法人能村膜構造技術振興財団